# Comandamentul Corpului Multinațional de Sud-Est al NATO de la Sibiu
Comandamentul Corpului Multinațional de Sud-Est al NATO (în limba engleză Headquarters Multinational Corps South-East, indicativ HQ MNC-SE)  de la Sibiu este o structură militară de nivel C2⁠(en)[traduceți] a NATO, de nivel de corp de armată, aflată sub controlul operațional al Comandamentului Forțelor Aliate Întrunite al NATO de la Napoli⁠(en)[traduceți]. România este o națiune cadru pentru acest cartier general, integrat în Structura de Forțe a NATO⁠(de)[traduceți].
Având statutul unui comandament internațional, rolul său este integrator în ce privește forțele naționale și cele aliate. Este inclus arhitecturii de securitate a Alianței de la nivelul Flancului Estic Aliat și de la nivelul Regiunii Mării Negre, contribuind la consolidarea posturii de descurajare și de apărare a Organizației Tratatului Atlanticului de Nord, din aceste regiuni. În cazul unor situații de criză sau de război, urmează să asigure comanda și controlul la nivel de corp de armată pentru operațiunile terestre ale NATO. 
Responsabilitatea sa în ce privește apărarea colectivă implică zona sud-estică a Flancului Estic, unde se află România și Bulgaria.

## Istoric

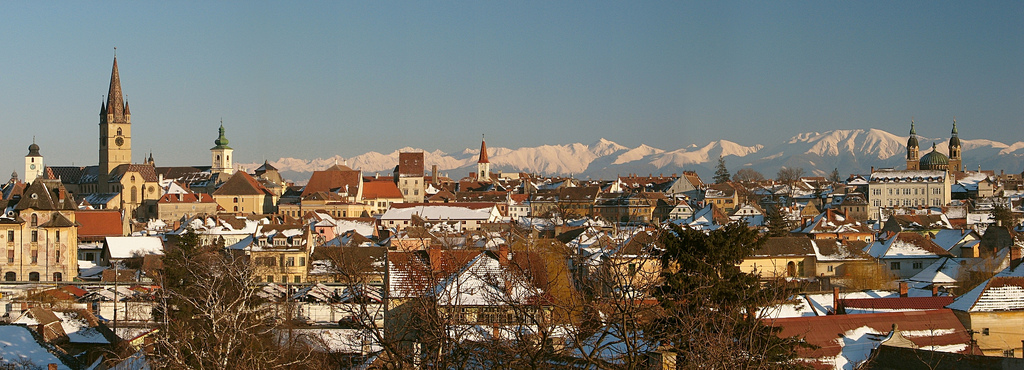
Vedere panoramică a Sibiului.

Comandamentul a fost înființat la 23 iulie 2020, fiind la acel moment cel mai nou cartier general de nivel de corp de armată al NATO, din Europa și al doilea înființat în ordine cronologică pe Flancul Estic, după cel din Polonia.
Inițial a fost dislocat temporar în Garnizoana București, pentru ca începând cu data de 1 iulie 2021, HQ MNC-SE să fie relocat în Garnizoana Sibiu.
În luna iunie 2021 acesta a atins nivelul operațional inițial, urmând ca în anul 2024 acesta să posede capacitatea operațională finală prevăzută (în engleză full operational capability, acronim FOC)..
La data de 20 ianuarie 2023, HQ MNC-SE a preluat comanda și controlul forțelor terestre ale NATO dislocate în Bulgaria și România (flancul de sud-est al NATO), devansând cu 1 an termenul prevăzut.

## Context și rol
Deviza Comandamentului Multinațional este Fortis In unum.

### Context

#### Geostrategic
Constituirea Comandamentului Corpului Multinațional este o expresie a adoptării unei măsuri convenite la Summitul NATO de la Bruxelles din 2018⁠(en)[traduceți], unde a fost scoasă în evidență importanța regiunii Mării Negre pentru securitatea spațiului euro-atlantic, precum și necesitatea, în acest context, a creșterii nivelului Prezenței Avansate a Alianței⁠(en)[traduceți] în areal.
În baza angajamentelor internaționale asumate de România, aceasta s-a oferit la Bruxelles să constituie o capabilitate multinațională de comandă și control⁠(en)[traduceți] în domeniul forțelor terestre, urmând ca aceasta să fie pusă la dispoziția NATO.  Propunerea a fost aprobată de Consiliul Nord Atlantic⁠(en)[traduceți] (în engleză North Atlantic Council, acronim NAC) în luna iulie 2019.

#### Local

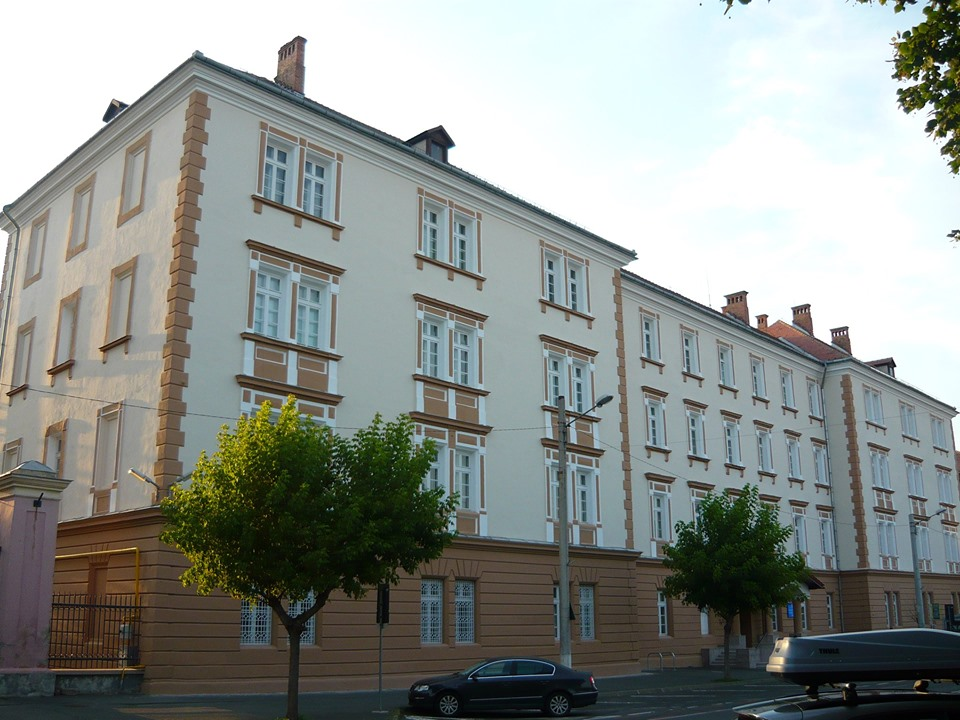
Comenduirea Garnizoanei Sibiu

Panoramic al reliefului din zona Sibiului

Sibiul este un oraș cu tradiție militară bine apărat de arcul carpatic, stabil și dezvoltat economic, prin care trece o austostradă care-l conectează de Europa de Vest și care beneficiază de un aeroport internațional.
La momentul anului 2021, an prevăzut pentru relocarea Corpului de la București la Sibiu, în Garnizoana Sibiu se aflau 12 unități militare active, având loc aici procese complexe de instruire și de pregătire a personalului militar, precum și activități derulate în parteneriat cu structuri internaționale: de coordonare, comandă și control ale activităților militare de interes ridicat, din regiune. Unitățile existente aici acoperă un larg palier de nevoi, din punct de vedere tactic și logistic.

#### Amenințări potențiale
Existența unui astfel de centru de comandă și control se poate asocia pe plan local cu creșterea riscului amenințărilor teroriste, a atacurilor cibernetice⁠(en)[traduceți] și a amenințărilor având ca sursă Federația Rusă.

### Rol

Flancul Estic al NATO.

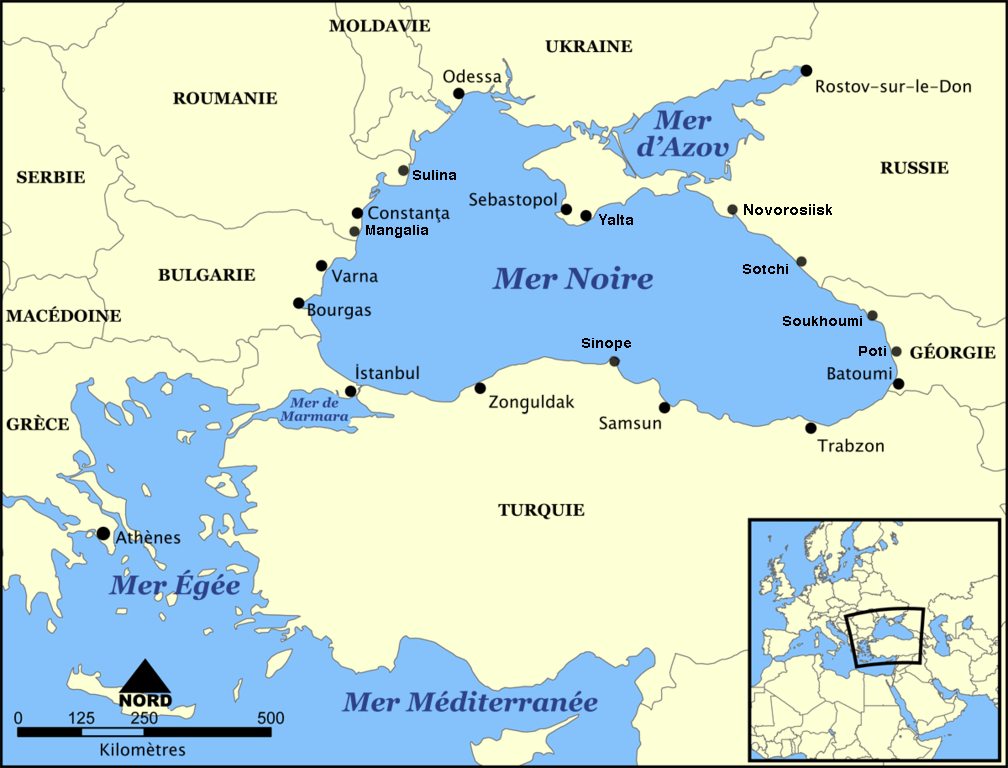
Zona Mării Negre este importantă pentru securitatea spațiului euro-atlantic.

Comandamentul se include structurii de forțe a NATO⁠(de)[traduceți] având rol de element integrator, din punct de vedere al coerenței operaționale și al planurilor naționale și aliate de apărare. El contribuie atât la consolidarea posturii de descurajare și de apărare a Alianței, cât și la o integrare mai bună din punct de vedere operațional a forțelor aliate, în sprijinul arhitecturii de securitate din arealul Flancului Estic. În această zonă, împreună cu Comandamentul Multinațional de Divizie Sud-Est de la București și Brigada Multinațională Sud-Est de la Craiova, completează structurile de reziliență militară.
În cazul unor situații de criză sau de război, HQ MNC-SE urmează să asigure comanda și controlul la nivel de corp de armată pentru operațiunile terestre ale NATO. Responsabilitatea sa în ce privește apărarea colectivă include nu numai România, ci și regiunea în care se află aceasta, astfel că pe lângă integrarea sa de la nivelul Flancului Estic, Comandamentul Corpului Multinațional de la Sibiu se integrează, de asemenea, în arhitectura de comandă și control a NATO din regiunea Mării Negre".
Statutul său este cel al unui comandament militar internațional NATO. Dislocarea sa în misiuni în afara teritoriului României se face la ordinul autorităților NATO abilitate.

## Structură

### Structură de funcții și relații

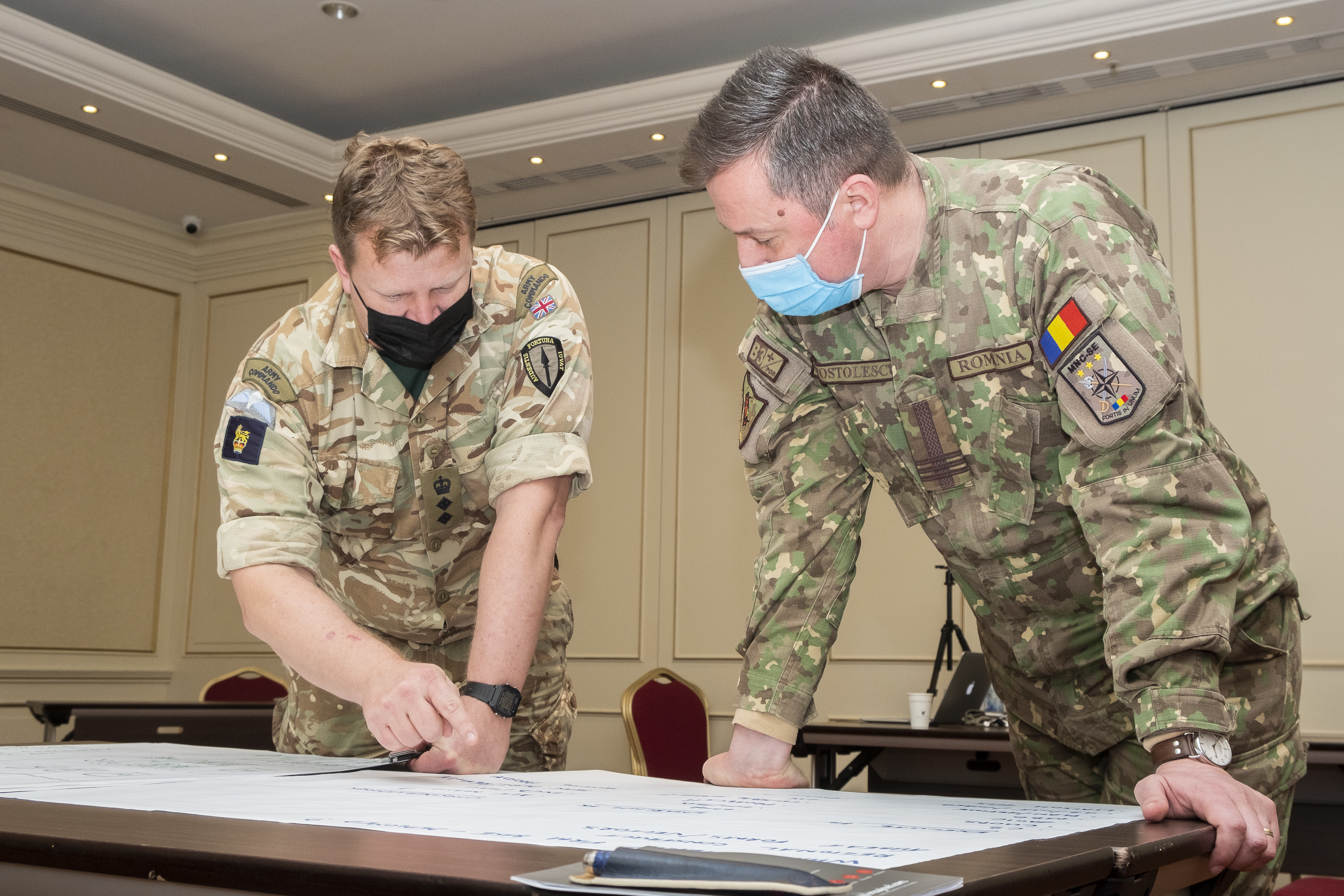
Ofițeri NATO de la en (stânga) și Corpul Multinațional de Sud-Est al NATO (dreapta), în timpul unui seminar de pregătire al exercițiului en, București, România, 22 ianuarie 2021.

Este o  structură militară de nivel C2⁠(en)[traduceți] de 3 stele, respectiv un comandament militar de nivel corp de armată, din structura de forte a NATO. Odată cu atingerea capacității operaționale complete, cel mai probabil Corpul Multinațional va fi subordonat Comandamentului Forțelor Aliate Întrunite al NATO de la Napoli⁠(en)[traduceți]. Sediul său este în garnizoana Sibiu.
În structura de funcții a corpului se află personal militar și civil din state membre ale NATO. Efectivul final al comandamentului este prevăzut să fie în 2024 de câteva sute de oameni din care circa 400 vor fi ofițeri (cu potențial de variație a numărului depinzând de misiunile care i se vor încredința  structurii respective). Din totalul de funcții, circa 20% ar trebui să fie ocupate de personal din alte state membre ale NATO decât România. La nivelul lunii decembrie 2022 erau 9 alte state (exceptând România), care contribuiau cu personal: Bulgaria, Canada, Cehia, Franța, Germania, Grecia, Italia, Polonia și Turcia, fiind de așteptat să contribuie și Croația, Ungaria, Macedonia de Nord, Portugalia, Spania și Marea Britanie (structura de conducerea este prevăzută să fie asigurată pe baze permanente, de 11 națiuni).
Responsabilitatea finaciară a salarizării militarilor altor state membre NATO, care activează în comandament, revine națiunilor respective, în timp ce aceea care îi privește pe militarii români, statului român.

### Sprijinul națiunii gazdă
România, în ce privește HQ MNC-SE a preluat responsabilitatea de națiune-cadru.
În anul 2024 sunt prevăzute să se finalizeze și lucrările de infrastructură pentru sediul Corpului Multinațional, situat pe Calea Dumbravii la Nr. 28-32, în zona fostei Cazărmi 562. În mod temporar, comandamentul își desfășoară activitatea în Centrul de Perfecționare pentru Artilerie Terestră și Antiaeriană „Ioan Vodă” din Strada Avrig.
Pentru a sprijini această structură, la Sibiu a fost înființat un regiment format dintr-un batalion de sprijin logistic și unul de comunicații. De asemenea, terenul fostei Baze 58 Aeriene Elicoptere Sibiu, de pe Calea Alba Iulia, urmează să servească pentru dezvoltarea unei facilități atribuite HQ MNC-SE. Urmează să fie dezvoltat și un terminal militar de marfă cu regim special, la Aeroportul Internațional Sibiu.